# Abu Alfadle ibne Hasdai
Abu Alfadle Hasdai ibne Iúçufe ibne Hasdai (Abu al-Fadl Hasdai ibn Yusuf ibn Hasdai; Saragoça, Espanha, c. 1050—Cairo?, Egito, após 1093), foi um vizir judeu na corte dos emires hudidas da taifa de Saragoça. Poeta, filho de poeta, era neto de Hasdai ibne Xaprute (vizir do califa Abderramão III de Córdova). Ibne Hasdai é considerado discípulo do filósofo Alcarmani, além de amigo de Avempace, ibne Pacuda e ibne Buclaris. Ele próprio estudou desde muito jovem Aritmética, Geometria, Astronomia, Física, Música, Política, Filosofia e Medicina.
O emir de Saragoça, Amade Almoctadir, encarregou-lhe a educação do seu filho, que em 1070 se converteu no sucessor do falecido vizir Ali Iúçufe. Como político e chefe da comunidade judaica impulsionou as ciências e as artes e foi, portanto, em parte responsável pelo auge político e intelectual do reino taifa de Saragoça. Ao mesmo tempo o seu correligionário judeu Samuel ben Nagrela dirigia os destinos da taifa de Granada.
Ibne Hasdai soube enfrentar com destreza os vizinhos cristãos de Saragoça, ou seja, Castela, Navarra, Aragão, Barcelona, entre si e com os vizinhos muçulmanos de Toledo, Valência, Lérida e depois com Marrocos. Conseguiu construir o segundo reino taifa mais poderoso do Alandalus, também para o filho e para o neto de Almoctadir, Iúçufe Almutamã e Almostaim II. Durante muito tempo o pagamento de grandes tributos ao Castela, que comprou os serviços de El Cid, e uma aliança com o emirado de Sevilha garantiram a Saragoça uma relativa independência, sobretudo frente aos Almorávidas de Marrocos.
Ibne Hasdai, que conhecia bem tanto a Bíblia como o Corão, converteu-se ao Islão e casou-se com a média irmã de Almostaim II, Banafsay, conseguindo finalmente o posto de grande vizir. Foi acusado pelos representantes da comunidade judaica de traição e pelos vizires muçulmanos rivais de arrivismo. Parece que também ambicionava o posto do juiz maior muçulmano. Juntos, ambos os grupos conseguiram que Almostaim o enviasse em 1093 como embaixador na corte do sultão egípcio em Cairo. Há notícias de que ibne Hasdai partiu dali em peregrinação para Meca, mas sobre a sua morte não existem mais notícias.